# Lakeland (Geórgia)
Lakeland é uma cidade localizada no estado americano de Geórgia, no Condado de Lanier.

## Demografia
Segundo o censo americano de 2000, a sua população era de 2730 habitantes.
Em 2006, foi estimada uma população de 2788, um aumento de 58 (2.1%).

## Geografia
De acordo com o United States Census Bureau tem uma área de 8,1 km², dos quais 8,0 km² cobertos por terra e 0,1 km² cobertos por água. Lakeland localiza-se a aproximadamente 61 m acima do nível do mar.

## Localidades na vizinhança
O diagrama seguinte representa as localidades num raio de 32 km ao redor de Lakeland.